# Ocloyas (localidad)
Ocloyas,localidad del Departamento Doctor Manuel Belgrano en la Provincia de Jujuy, Argentina; a 2.000 m s. n. m., en una zona montañosa de clima templado, perteneciente a las Serranías de Zapla. Los suelos ricos en minerales ferrosos contrastan con la exuberancia de su vegetación. El corredor turístico a lo largo de la ruta provincial N.º 35 ofrece las mejores comodidades para pernoctar: búngalos, camping, quinchos, sanitarios, mesadas, asadores, y todos los elementos necesarios para disfrutar de un soleado día de campo. Se pueden realizar actividades como caminatas, cabalgatas, mountain bike, trekking, avistaje de flora y fauna y tareas rurales. También se realiza turismo ecológico, de aventura, rural, interactivo, cultural, religioso, histórico y safaris fotográficos.

## Toponimia
El nombre Ocloyas proviene del pueblo originario que habitó la zona, derivado de okllu que significa “mujer valiente y fecunda”. Sin embargo, por su fonética el término también podría derivar de Okkayay que significa “entrar en carnes” o engordar, mientras que etimológicamente, podría provenir del aimara Ocollo, renacuajo o rana pequeña. Según documentos hispánicos el origen del pueblo Ocloyas se remonta al actual Perú, desde donde sus habitantes fueron trasladados forzosamente siguiendo una costumbre Inca de desarraigar grupos enteros. Se tienen pocos datos de la cultura de los Ocloyas, aunque sí se sabe que era un pueblo pacífico y trabajador, que mantenía una muy buena relación con Omaguacas y otras etnias de la región.

## Geografía

### Ubicación
Se encuentra a 47 km de la ciudad de San Salvador de Jujuy por la RP 35 de ripio.

## Población
Contaba con 82 habitantes (Indec, 2001), lo que representa un incremento del 22,4% respecto a los 67 habitantes (Indec, 1991) del censo anterior.

### Sismicidad
La sismicidad del área de Jujuy es frecuente y de intensidad baja, y un silencio sísmico de terremotos medios a graves cada 40 años.
- Sismo de 1863: aunque dicha actividad geológica catastrófica, ocurre desde épocas prehistóricas, el terremoto del 4 de enero de 1863 (162 años),[3] señaló un hito importante dentro de la historia de eventos sísmicos jujeños, con 6,4 Richter. Pero nada cambió extremando cuidados y/o restringiendo códigos de construcción.[2]
- Sismo de 1948: el 25 de agosto de 1848 (176 años) con 7,0 Richter, el cual destruyó edificaciones y abrió numerosas grietas en inmensas zonas[3][2]
- Sismo de 2009: el 6 de noviembre de 2009 (15 años) con 5,6 Richter

## Atractivos
En las inmediaciones se encuentra una pequeña fortificación del Imperio incaico: el Cucho de Ocloyas.